# プロ野球 ファミスタDS
『プロ野球 ファミスタDS』（プロやきゅう ファミスタディーエス）は、バンダイナムコゲームス (後のバンダイナムコエンターテインメント) が2007年11月15日に発売したニンテンドーDS用ソフト。
DSにおけるファミスタシリーズ第1作である。

## 概要
ゲームシステムはゲームボーイアドバンス版『ファミスタアドバンス』（2002年発売）やニンテンドー ゲームキューブ版『ファミリースタジアム2003』よりも旧作に近いものとなっており、複雑な操作を必要としない点が特徴。タッチペンは使用しない。また、携帯ゲーム機用ソフトである点を考慮してイニング数は3回から設定可能であり、短時間で勝負が付くように配慮されている。
選手データはファミスタオンラインと同様、日本野球機構（NPB）加盟の12球団及びナムコスターズを始めとするスペシャルチーム4球団の計16球団に所属する選手については選手カードで管理される。また、色の意味は異なるが、ノーマルカード以外にオリジナル選手のスペシャルカード（銀）・スキルを持ったプレミアカード（金）が用意されている点もファミスタオンラインと同様である。
選手カードには「WP」と呼ばれるポイントが設定されており、ドリームリーグでは監督レベルを上昇させて総WPを上げないと能力の高い選手でオーダーを組めないようになっている。
今作の内容は「ファミスタオンライン」のDS版といった表現のほうが近いといえる。

## ゲームモード
「ドリームリーグ」「そのままファミスタ」「つうしんたいせん」の3モードが用意されている。

### ドリームリーグ
本作のメインとなるモード。最初にNPB加盟の12球団からオリジナルチームの土台となる球団を選択し単発で1試合を行う「れんしゅうじあい」、負けるまでひたすら戦い続ける「かちぬきせん」、最大7戦で4戦先取制の「シリーズせん」の3モードが用意されている。この他、かんとくレベルの上昇により12球団以外の球団が対戦を申し込んで来るイベント戦が発生する場合がある。
プレイヤーはオリジナルチームの監督となり、試合をこなすことで経験値（勝敗に関わらず付与される）を獲得しかんとくレベルを上昇させて行く。かんとくレベルを4上げるごとに「デッキレベル」が上昇、これに伴い新しいファミスタガチャの入荷やイベント戦が発生し、ゲームが進行する。
ファミスタガチャ
試合で獲得したFP（ファミスタポイント）により、ガチャガチャの要領で新しい選手やチームエディット用のパーツを獲得する。1回ごとにスロットが回転し、当たりが出ると200〜5000FPがボーナスとして付与される場合がある。また、ごく稀に通常の選手カードとは異なりスペシャルカード（銀）やプレミアカード（金）が出ることもある。アイテム用のファミスタガチャは、オリジナルチームのエディット用に用意されている各種パーツを獲得するためのものである。スタジアムパーツのフェンス（高さが3種類ある）を除き、試合進行に影響する要素は存在しない。
ファミスタガチャの種類は以下の通り。
- 選手用
  - やしゅ - 最初から設置。捕手・内野手・外野手のカードが出る。
  - とうしゅ - 最初から設置。投手のカードが出る。
  - ないやしゅ - イベント戦でナムコスターズに勝つと入荷。捕手・内野手専用で、WPの高いカードが比較的出やすい。
  - がいやしゅ - かんとくレベル12で入荷。外野手専用で、WPの高いカードが比較的出やすい。
  - せんぱつ - かんとくレベル18で入荷。先発投手専用で、WPの高いカードが比較的出やすい。
  - リリーフ - かんとくレベル26で入荷。リリーフ投手専用で、WPの高いカードが比較的出やすい。
  - スペシャルガチャ -  イベント戦でブラックナムコスターズに勝つと入荷。WP50以上の選手が必ず出る[1]。
- アイテム用
  - スタジアムパーツ - かんとくレベル7で入荷。オリジナル球場をデザインする際のパーツが出る。
  - ユニフォーム - かんとくレベル9で入荷。ユニフォーム（クマの着ぐるみなども用意されている）が出る。
  - チームロゴ - イベント戦でレイルウェイズに勝つと入荷。球団のロゴが出る。

カスタマイズ
デッキの管理やオリジナルチームの名称・ユニフォーム・ロゴ・本拠地球場デザインの変更が出来る。
パスワード
公式サイト上で発表されるパスワード（全11種類）を入力することによりボーナスFPや選手カード、オリジナルロゴが手に入る。

### そのままファミスタ
当初から用意されているデータで試合を行うモード。ゲーム開始時はNPB加盟12球団しか選択不可能であるが、ドリームリーグで勝ち抜いて行くとイベント戦に登場するナムコスターズなど一部のスペシャルチームが使用可能になる。

### つうしんたいせん
ドリームリーグで育てたチームを使用し、ニンテンドーWi-Fiコネクションで日本全国のプレイヤーと対戦するモード。

## 登場するチーム
NPB加盟12球団と、以下のオリジナルチームが登場する。
データは2007年前半戦終了時点（オールスター前）のものであり、シーズン終了時点のものではない。
セントラル・リーグ
- 読売ジャイアンツ
- 中日ドラゴンズ
- 阪神タイガース
- 横浜ベイスターズ
- 広島東洋カープ
- 東京ヤクルトスワローズ

パシフィック・リーグ
- 北海道日本ハムファイターズ
- 千葉ロッテマリーンズ
- 福岡ソフトバンクホークス
- 東北楽天ゴールデンイーグルス
- 西武ライオンズ
- オリックスバファローズ

### スペシャルチーム
以下はドリームリーグにおいて出現するスペシャルチームである。「★」の付いた4チームはイベント戦勝利を条件にそのままファミスタでも使用が可能になる。
- ナムコスターズ（★）

初代ファミスタからの伝統を誇るナムコキャラクターのオールスターチーム。
- レイルウェイズ

初代ファミスタ及びファミスタ'87、PCエンジン版ワールドスタジアムに登場した同名のチームとは異なり、阪神と西武の連合チームになっている。
- フーズフーズ

初代ファミスタ及びファミスタ'87、PCエンジン版ワールドスタジアムに登場したのと同様、日本ハムとロッテの連合チーム。
- コリアンパワーズ（★）

韓国の都市名をもじった名前の選手で構成されるチーム。
- キューバドリームス（★）

キューバの都市名をもじった名前の選手で構成されるチーム。
- スケッツ

ファミスタ'93・'94のオールアメリカンズ同様、2007年シーズン終了時点でNPB加盟12球団に所属していた外国人選手で構成されるチーム。2007年のシーズン終了時点でNPBに外国人捕手はいないため、アメリカンズの捕手が穴埋めで参加している。
- レフティーズ

左投げの投手・左打ちの野手で構成されるチーム。
- アメリカンズ（★）

アメリカ合衆国の都市名をもじった名前の選手で構成されるチーム。
- オールスターズ

NPB12球団の精鋭で構成されるチーム。
- ブラックナムコスターズ

選手名こそナムコスターズと同じだが、能力値は大幅に上回る最強のチーム。イベント戦では、対ブラックナムコ戦のみシリーズ戦と同じ4戦先取方式で行われる。

## 球場
最初から用意されているのは以下の4球場である。この他、ドリームリーグではファミスタガチャで獲得したパーツによりオリジナルチームの本拠地球場をカスタマイズすることが可能である。
- ファミリースタジアム

内外野とも人工芝のオーソドックスな野球場。シリーズタイトルである「ファミリースタジアム」という名称の球場が登場したのは、本作が初めてである（初期作品の球場はピッカリ球場）。
- 河川敷球場

ファミスタ'88が初出。他球場のポップフライでもホームランになってしまうほど手狭なグラウンド。
- がいこく

やはりファミスタシリーズでは（ファミスタ'90「ふえいふえい球場」、ファミスタオンライン「モンスター球場」他の名称で）馴染み深いフェンウェイ・パークがモデルの野球場。ライト側が極端に広く、レフト側はフェンスが高くなっている。
- ドーム

内外野とも人工芝のドーム球場。風が吹かない点が特徴。外野にはパックマンが描かれている。